# Candelaria (Valle del Cauca)
Candelaria ist eine Gemeinde (Municipio) im Departamento Valle del Cauca in Kolumbien. Candelaria ist Teil der inoffiziellen Metropolregion Calis, der Metropolregion Cali.

## Geographie
Candelaria liegt in Valle del Cauca in der Subregion Sur auf einer Höhe von 973 m ü. NN, 28 km von Cali entfernt. Die Gemeinde grenzt im Norden an Palmira, im Osten an Pradera und Florida, im Süden an Puerto Tejada und Miranda im Departamento del Cauca und im Westen an Cali.

## Bevölkerung
Die Gemeinde Candelaria hat 86.584 Einwohner, von denen 24.187 im städtischen Teil (cabecera municipal) der Gemeinde leben. In der Metropolregion leben 3.151.710 Einwohner (Stand: 2019).

## Geschichte
Auf dem Gebiet des heutigen Candelaria lebten vor der Ankunft der Spanier indigene Völker. Es gab verschiedene Siedlungsgründungen von Konquistadoren, insbesondere 1545 unter Sebastián de Belalcázar.

## Wirtschaft
Der wichtigste Wirtschaftszweig von Candelaria ist die Landwirtschaft, insbesondere der Anbau von Zuckerrohr, aber auch der Anbau von Baumwolle und Mais.

## Söhne und Töchter der Stadt
- María Isabel Urrutia (* 1965), Politikerin und ehemalige Leichtathletin
- Hugo Rodallega (* 1985), Fußballspieler